# Alberto Gori
Alberto Gori (Agliana, 9 febbraio 1889 – Gerusalemme, 25 novembre 1970) è stato un patriarca cattolico italiano.

## Biografia
Alberto Gori nacque a San Piero Agliana in provincia di Pistoia, da Vincenzo Gori  e Clementina Rafanelli di professione contadini mezzadri il 9 febbraio 1889. Trascorse la prima infanzia nelle campagne del suo paese dove frequento le scuole elementari, e dove nacque la sua vocazione. Entra giovanissimo nel collegio Serafico di Giaccherino. Vesti l'abito francescano nel convento pistoiese del Monte Calvario a San Quirico, il 27 settembre 1906, e dopo un anno di noviziato, il 27 settembre 1907 professò la regola di San Francesco.  Apparteneva alla Provincia Minoritica francescana toscana di San Francesco Stimmatizzato. Studio  filosofia tra il 1908 e il 1911 nei conventi di Fiesole e Siena, studia teologia nel convento di santa Lucia a Signa. Fu ordinato sacerdote  il 19 luglio 1914 a San Miniato al Tedesco.
Durante la prima guerra mondiale prestò servizio nell'esercito italiano. Dopo la guerra fu inviato dai suoi superiori in Palestina, dove entrò al servizio della Custodia di Terra Santa. In Terra santa lavorò presso la chiesa del Santo Sepolcro, a Gerusalemme, e poi nel 1922 ad Aleppo in Siria, prima come vicepreside e poi come preside del grande collegio di quella città. Il 22 Febbraio 1937 fu eletto custode di Terra Santa dal definitorio generale dell'ordine francescano. Mantenne il suo ufficio durante la seconda guerra mondiale. Il mandato britannico, che governava la Palestina, non lo rimosse dall'incarico, sebbene fosse italiano, poiché avrebbe dovuto essere stato, come gli altri suoi connazionali, internato o espulso dall'area del Vicino Oriente. Non destò sospetti.
Come custode ricostruì i santuari della Visitazione di Ein Karem (fu immortalato in un affresco sull'altare maggiore) e il miracolo della Resurrezione a Nein. Accettò l'offerta di terra della Custodia sul Monte delle Beatitudini, sul Mare di Galilea e sulle circostanti colline di Hittin. Nel 1937 inaugurò il nuovo mosaico sul Calvario nella chiesa del Santo Sepolcro a Gerusalemme. Un anno dopo eresse il seminario sul monte Tabor. Come custode permise di condurre scavi archeologici ad Ain Karem (San Giovanni nel deserto), Emmaus (arabo: El-Qubejbeh) e Betania (arabo: Al-Eizariya). Durante il suo ufficio vennero istituite missioni ad Ink Zik (Ghassanieh) e Halluz in Siria, e fu stabilito il lavoro missionario tra i copti in Egitto. Fu mediatore nel conflitto arabo-israeliano dopo la seconda guerra mondiale e cercò il diritto alla libertà di religione per i cristiani dal governo israeliano. Nel 1947 visitò la chiesa del Santo Sepolcro con l'ex vicepresidente degli Stati Uniti Henry Wallace. Il 21 novembre 1949 fu eletto patriarca di Gerusalemme dei Latini. Fu consacrato Arcivescovo nella Basilica di Sant'Antonio in via Merulana a Roma, dal cardinale Eugéne Tisserant segretario della congregazione per le chiese orientali e dai vescovi, Luigi Traglia vicegerente del vicariato di Roma, e Igino Michelangelo Nuti già vicario apostolico d'Egitto, il 27 dicembre 1949. Prese ufficialmente possesso del patriarcato il 18 febbraio 1950. Come patriarca istituì diverse nuove parrocchie (Beit Sahoor, Gaza, Nour, Irbed e Khirbeh). Contribuì anche allo sviluppo della congregazione femminile delle Suore del Rosario, costruendo 8 nuovi monasteri. Prese parte al Concilio Vaticano II come padre conciliare. Nel 1964 accolse il Papa Paolo VI nel suo storico pellegrinaggio in Terra Santa. Morì il 25 novembre 1970 a Gerusalemme e fu sepolto nella   concattedrale del S.S. Nome di Gesù, (attigua alla sede patriarcale) presso la cappella di San Giuseppe.

## Genealogia episcopale e successione apostolica
La genealogia episcopale è:
- Cardinale Scipione Rebiba
- Cardinale Giulio Antonio Santori
- Cardinale Girolamo Bernerio, O.P.
- Arcivescovo Galeazzo Sanvitale
- Cardinale Ludovico Ludovisi
- Cardinale Luigi Caetani
- Cardinale Ulderico Carpegna
- Cardinale Paluzzo Paluzzi Altieri degli Albertoni
- Papa Benedetto XIII
- Papa Benedetto XIV
- Papa Clemente XIII
- Cardinale Marcantonio Colonna
- Cardinale Giacinto Sigismondo Gerdil, B.
- Cardinale Giulio Maria della Somaglia
- Cardinale Carlo Odescalchi, S.I.
- Cardinale Costantino Patrizi Naro
- Cardinale Lucido Maria Parocchi
- Papa Pio X
- Papa Benedetto XV
- Papa Pio XII
- Cardinale Eugène Tisserant
- Patriarca Alberto Gori, O.F.M.

La successione apostolica è:
- Vescovo Hanna Kaldany (1964)
- Patriarca Giacomo Giuseppe Beltritti (1965)
- Vescovo Neemeh Simaan (1965)